# Região metropolitana de Phoenix
A Região Metropolitana de Phoenix, também conhecida como Grande Phoenix e pelo acrônimo Vale do Sol com 4 281 889 habitantes, é a 12ª região metropolitana mais populosa dos Estados Unidos. É a única região metropolitana do Arizona e abrange diversas cidades próximas.
A população da área metropolitana de Phoenix aumentou 45,3% de 1990 a 2000, em comparação com a média da taxa dos Estados Unidos de 15%, ajudando a tornar o Arizona o segundo estado com maior crescimento populacional no país na década de 1990 (o mais rápido foi Nevada).